# Makary (Małetycz)
Makary, imię świeckie Mykoła Małetycz (ur. 1 października 1944 w wiosce Krasne w obwodzie lwowskim) – zwierzchnik początkowo niekanonicznego, zaś od 2018 r. legalnie działającego Ukraińskiego Autokefalicznego Kościoła Prawosławnego (UAKP), następnie zaś biskup Kościoła Prawosławnego Ukrainy.

## Życiorys
Ukończył studia teologiczne w Rosyjskim Kościele Prawosławnym, a następnie 10 sierpnia 1975 r. przyjął święcenia kapłańskie w ramach tego Kościoła. Posługiwał głównie na terenie Ukrainy oraz w obwodzie rostowskim. W 1982 r. Makary ukończył zaocznie Moskiewskie Seminarium Duchowne, natomiast w 1989 r. wystąpił z Patriarchatu Moskiewskiego i związał się z niekanonicznym Ukraińskim Autokefalicznym Kościołem Prawosławnym.
Od listopada 1996 r. był biskupem lwowskim UAKP (chirotonię biskupią przyjął z rąk ówczesnego zwierzchnika UAKP patriarchy Dymitra), a następnie objął również jurysdykcję nad diecezjami wołyńskimi. W 2011 r. Makary został podniesiony do godności metropolity lwowskiego. Po śmierci dotychczasowego zwierzchnika UAKP metropolity Metodego w lutym 2015 r., metropolita Makary został wybrany przez nadzwyczajny Sobór Biskupi – strażnikiem Tronu Metropolitalnego Ukraińskiego Autokefalicznego Kościoła Prawosławnego. W dniu 4 czerwca 2015 r. Makary został wybrany następcą metropolity Metodego i nowym zwierzchnikiem niekanonicznego Ukraińskiego Autokefalicznego Kościoła Prawosławnego.
W 2018 r. Patriarchat Konstantynopolitański uznał Makarego za kanonicznego biskupa prawosławnego, co nie zostało zaaprobowane przez żaden lokalny Kościół prawosławny na świecie (w tym polski).
W grudniu 2018 r. kierowany przez Makarego Kościół ogłosił samorozwiązanie, by następnie wspólnie z Ukraińskim Kościołem Prawosławnym Patriarchatu Kijowskiego oraz grupą duchownych Ukraińskiego Kościoła Prawosławnego Patriarchatu Moskiewskiego utworzyć Kościół Prawosławny Ukrainy. Metropolita Makary został stałym członkiem Synodu nowego Kościoła.
W 2008 otrzymał Order „Za zasługi” III klasy, 2019 honorowe obywatelstwo Lwowa.